# Josef Zander (Mediziner)
Josef Zander (* 19. Juni 1918 in Jülich; † 1. Dezember 2007 in München) war ein deutscher Frauenarzt und Geburtshelfer sowie Hochschullehrer.

## Leben und Wirken
Josef Zander wuchs als Sohn des Jülicher Amtsrichters Karl Zander und dessen Ehefrau Gertrud Zander, geborene Müller, in strenggläubiger Katholizität auf. Sein Vater starb, als Josef Zander acht Jahre alt war. Bald darauf zog seine Mutter mit ihrem Sohn nach Bad Godesberg. Dort und in Bonn verbrachte Josef Zander seine Gymnasialzeit. Im März 1937 bestand er am Deutschen Kolleg in Bad Godesberg das Abitur. Einer seiner Klassenkameraden war der spätere DDR-Fernsehkommentator Karl-Eduard von Schnitzler.
Nach einem halben Jahr im Reichsarbeitsdienst wurde Josef Zander zur Wehrmacht eingezogen. Er diente ab November 1937 in der Fliegerersatzabteilung Detmold und ab Februar 1938 im Flak-Regiment 49 in Mannheim-Käfertal. Beeinträchtigt durch die Folgen eines schweren Sportunfalls wurde Josef Zander bei Beginn des Zweiten Weltkrieges zur Flakreserveabteilung 492 versetzt und im Laufe der Zeit bis zum Oberleutnant der Reserve befördert.
Am 16. Januar 1941 konnte Zander in der Kriegssanitätsoffizier-Nachwuchs-Kompanie der Luftwaffe in Marburg mit dem Studium der Medizin beginnen; sein Kompaniechef war der Marburger Ordinarius für Frauenheilkunde Ernst Bach. Nach dem Physikum im Oktober 1942 wurde Josef Zander zur Kriegssanitätsoffizier-Nachwuchs-Kompanie der Luftwaffe in Heidelberg versetzt, wodurch er einem Kriegsgerichtsverfahren (Affäre Stürmer-Kasten) entging.
Zur Frontbewährung wurde Josef Zander am 14. April 1943 als Leutnant zur 2. Luftwaffen-Felddivision versetzt und bis Oktober 1943 im Feldlazarett und auf dem frontnahen Hauptverbandsplatz des Frontabschnittes Newel/Witebsk eingesetzt. Am 9. November 1944 wurde Josef Zanders Kompanie von Heidelberg nach Tübingen verlegt. Dort schloss er seine Doktorarbeit Klinische Erfahrungen zur Sulfonamid-Therapie der Infektionskrankheiten (Sepsis, Meningitis, Erysipel) ab, mit der er auch zum Dr. med. promoviert wurde, und setzte sein Medizinstudium bis zur Notapprobation am 7. April 1945 fort. Er übernahm das Kommando über die Kompanie, entließ die Soldaten nach Hause und schloss sich selbst dem Stab des Tübinger Standortarztes Theodor Dobler an. Albert Görres, Zanders Freund in Doblers Stab, erreichte am 19. April 1945 die kampflose Übergabe Tübingens an die französischen Truppen.
Wie bei der Notapprobation vereinbart, wurde 1946 das Medizinische Staatsexamen in Tübingen nachgeholt. Inzwischen hatte sich Josef Zander für den Beruf des Frauenarztes entschlossen. Zur gründlichen Vorbereitung auf diesen Beruf machte er sich in der Wissenschaft kundig. Zunächst arbeitete er in der Pathologie im Institut von Erich Letterer, schließlich von 1947 bis 1949 im Kaiser Wilhelm-Institut, dem späteren Max-Planck-Institut für Biochemie von Adolf Butenandt und erlernte dort die Biochemie der Steroide. Publikationen aus beiden Instituten zeugen vom Erfolg seiner wissenschaftlichen Arbeit. Aber auch die Berufspolitik behielt er im Auge. 1948 war er Gründungsmitglied des Marburger Bundes.
Josef Zander wandte sich als Arzt dem Fachgebiet der Frauenheilkunde zu und war von 1949 bis 1955 als Wissenschaftlicher Assistent an der Universitätsfrauenklinik in Marburg bei dem bekannten Förderer der Endokrinologie in der Gynäkologie, Carl Kaufmann tätig. Mit ihm vollzog er den Wechsel an die Universität Köln und leitete auch dort das Hormon-Labor. 1955 habilitierte sich Zander für das medizinische Fachgebiet Geburtshilfe und Gynäkologie mit einer Arbeit über „Progesteron im menschlichen Blut und Geweben“. Von 1956 bis 1957 lehrte er auf Einladung des Biochemikers Leo T. Samuels am Steroid Biochemistry Training Institute in Salt Lake City (USA), bevor er wieder an die Universität Köln zurückkehrte. 1961 wurde er dort zum außerplanmäßigen Professor ernannt. Die Universität übertrug ihm 1962 ein neugeschaffenes Extraordinariat für gynäkologische Endokrinologie an der Medizinischen Fakultät. 1963 erhielt er einen Ruf auf den Lehrstuhl für Geburtshilfe und Gynäkologie an der Medizinischen Universität Heidelberg. Dort war er von 1964 bis 1969 als Ordinarius und Direktor Frauenklinik tätig.
1970 erfolgte der Ruf auf den Lehrstuhl für Geburtshilfe und Gynäkologie an der Ludwig-Maximilians-Universität München, verbunden mit der Ernennung zum Direktor der 1. Frauenklinik in der Maistraße und der Hebammenschule. Hier wirkte Josef Zander bis 1987.  
Zu den Schwerpunkten seiner wissenschaftlichen Forschung gehörten:
- Biochemie und Physiologie der Sexualhormone
- Gynäkologische Endokrinologie
- Klinische Krebsforschung in der Gynäkologie.

Außerdem wandte sich Zander sowohl der Psychologie und Sozialmedizin in der Frauenheilkunde als auch Fragen der medizinischen Sozialethik zu.  
Neben seiner Tätigkeit als Arzt und Wissenschaftler betätigte sich Zander als Kunstsammler, insbesondere von Avantgardekunst der Nachkriegszeit.

## Mitgliedschaften, Ehrungen und Auszeichnungen
1968/1969 führt Zander das Amt des Präsidenten der Deutschen Gesellschaft für Endokrinologie. 1975 hielt er den Vorsitz der 7. Akademischen Tagung der Deutsch sprechenden Hochschullehrer in Gynäkologie und Geburtshilfe München. Im Jahr 1977 wurde Josef Zander zum Präsidenten der Deutschen Gesellschaft für Gynäkologie und Geburtshilfe gewählt, 1979 wurde er Präsident des 12. Acta Endocrinologica-Kongresses München, 1980/1981 1. Vorsitzender der Bayerischen Gesellschaft für Geburtshilfe und Frauenheilkunde. Zwischen 1981 und 1987 war er Vorsitzender des Stiftungsrats der Wilhelm-Vaillant-Stiftung. Zander gehörte seit 1987 zu den Trägern des Bayerischen Verdienstordens. Die Ludwig-Franzens-Universität Innsbruck verlieh ihm 1986 die Ehrendoktorwürde. 1990 wurde ihm die Carl-Kaufmann-Medaille, die höchste Auszeichnung, die die Deutsche Gesellschaft für Gynäkologie und Geburtshilfe zu vergeben hat, überreicht.  
Weitere Ehrungen:
- Mitglied der Deutschen Akademie der Naturforscher Leopoldina in Halle (1970)
- Foreign Corresponding Member der Society of Pelvic Surgeons (USA) (1970)
- FACS: Fellow des American College of Surgeons (USA) (1972)
- Honorary Fellow der American Gynecological Society (USA) (1976)
- FACOG hon.: Honorary Fellow des American College of Obstetricians and Gynecologists (USA)
- Honorary Fellow der International Academy of Cytology
- ordentliches Mitglied der Bayerischen Akademie der Wissenschaften (1977)
- ordentliches Mitglied der Academia Scientiarum et Artium Europea Salzburg (1996)
- Ehrenmitglied der Deutschen Gesellschaft für Gynäkologie und Geburtshilfe
- Ehrenmitglied der italienischen Gesellschaft für Gynäkologie und Geburtshilfe
- Ehrenmitglied der österreichischen Gesellschaft für Gynäkologie und Geburtshilfe
- Ehrenmitglied der Ungarischen Gynäkologischen Gesellschaft
- Ehrenmitglied der Felix Rudlege Society (USA)

## Schriften (Auswahl)
- Klinische Erfahrungen zur Sulfonamid-Therapie der Infektionskrankheiten <Sepsis, Meningitis, Erysipel> nach den Erfahrungen der Medizinischen Klinik in Heidelberg. Dissertation, Tübingen 1945.
- Septischer Abort und bakterieller Schock. Berlin / Heidelberg / New York 1968.
- als Hrsg.: Psychologie und Sozialmedizin in der Frauenheilkunde. Berlin / Heidelberg / New York 1977.
- als Hrsg.: Ovarialkarzinom : Fortschritte für das diagnostische und therapeutische Handeln. München / Wien / Baltimore 1982.
- als Hrsg.: Wege zu einer verbesserten Perinatalversorgung. Köln 1982.
- als Hrsg.: Die Sterilität. München / Wien / Baltimore 1983.
- als Hrsg.: Erkrankungen der Vulva. München / Wien / Baltimore 1985.
- Meilensteine in der Gynäkologie und Geburtshilfe. In: L. Beck (Red.): Zur Geschichte der Gynäkologie und Geburtshilfe. Springer-Verlag, Berlin / Heidelberg 1986, S. 33–43.
- Überleben nach der Verdunkelung. 20 Jahre gynäkologische Grundlagenforschung in der Nachkriegszeit. Stuttgart 1993.
- Spuren. Eine wissenschaftliche Biographie. München / Wien / Baltimore 1998. online (PDF-Dokument; 15 MB).
- Der Igel auf der Klinke. Erinnerungen. Hrsg. von Michael Kamp, Florian Neumann und Karin Jacobs-Zander. August Dreesbach Verlag, München 2011, ISBN 978-3-940061-63-8.

## Herausgabe von Zeitschriften
- Mitherausgeber von Gynäkologie und Geburtshilfe[2] 1967 ff.
- Verantwortlicher Schriftleiter von Geburtshilfe und Frauenheilkunde
- Mitherausgeber von Monographs on Endokrinology
- Beirat von Der Chirurg
- Editorial Board Gynecologic Oncology
- Advisory Board Annales Chirurgiae et Geynecologiae
- Corresponding Editor Steroids
- Mitherausgeber von Münchner Medizinische Wochenschrift